# Cabo Manglares
O cabo Manglaresé o ponto mais ocidental do território continental da Colômbia, situando-se no departamento de Nariño sobre o oceano Pacífico. Pertence ao município de Tumaco, a cerca  de 45 km a sudoeste da sede municipal e a 36,6 km da baía Ancón de Sardinas.
Sobre o cabo fica o delta do rio Mira, que depois de percorrer 80 km desde a sua confluência com o rio San Juan na fronteira Colômbia-Equador, verte as suas águas no oceano Pacífico através deste ponto. Também nesta zona fica a pequena localidade de Milagro Frontera, povoação tradicionalmente dedicada às atividades de pesca como principal meio de subsistência.
No cabo existe um dos faróis mais importantes da costa do Pacífico da Colômbia; o farol tem altura de 41 metros e entrou ao serviço em 1922.